# Condado de Orleans (Vermont)
El condado de Orleans (en inglés: Orleans County), fundado en 1792, es uno de los catorce condados del estado estadounidense de Vermont. En el censo de 2020 el condado tenía una población de 27 393 habitantes y en 2010 en una densidad poblacional de 39,3 hab/milla² de tierra (15,2 hab/km²). La sede del condado es Newport.

## Geografía
Según la Oficina del Censo, el condado tiene un área total de 1867 km² (720,8 mi²), de la cual 1808 km² (698,1 mi²) es tierra y 60 km² (23,2 mi²) (3.25%) es agua.

### Condados adyacentes
- Condado de Essex - este
- Condado de Caledonia - sur
- Condado de Lamoille - suroeste
- Condado de Franklin - oeste
- Municipio regional de condado de Brome-Missisquoi (región de Montérégie-Est en Quebec) - noroeste
- Municipio regional de condado de Memphrémagog (región de Estrie en Quebec) - norte
- Municipio regional de condado de Coaticook (región de Estrie en Quebec) - noreste

## Demografía
En el 2000 la renta per cápita promedia del condado era de $31,084, y el ingreso promedio para una familia era de $36,630. En 2000 los hombres tenían un ingreso per cápita de $27,964 versus $20,779 para las mujeres. El ingreso per cápita para el condado era de $16,518. Alrededor del 14.10% de la población estaba bajo el umbral de pobreza nacional.

## Localidades

### Ciudades
Newport 

### Pueblos
Albany |
Barton |
Brownington |
Charleston |
Coventry |
Craftsbury |
Derby |
Glover |
Greensboro |
Greensboro Bend |
Holland |
Irasburg |
Jay |
Lowell |
Morgan |
Newport |
Troy |
Westfield |
Westmore 

### Villas
Albany |
Barton |
Derby Center |
Derby Line |
North Troy |
Orleans 

### Lugares designados por el censo
Coventry |
Irasburg |
Glover |
Greensboro |
Lowell |
Troy

### Áreas no incorporadas
Beebe Plain 